# Вила-ду-Карвалью
Ви́ла-ду-Карва́лью (порт. Vila do Carvalho) — населённый пункт и район в Португалии, входит в округ Каштелу-Бранку. Является составной частью муниципалитета Ковильян. По старому административному делению входил в провинцию Бейра-Байша. Входит в экономико-статистический субрегион Кова-да-Бейра, который входит в Центральный регион. Население составляет 2090 человек на 2001 год. Занимает площадь 17,10 км².
Покровителем района считается Дева Мария (порт. Nossa Senhora da Conceição).